# Cullman County
Cullman County is een county in de Amerikaanse staat Alabama.
De county heeft een landoppervlakte van 1.913 km² en telt 77.483 inwoners (volkstelling 2000). De hoofdplaats is Cullman.

## Bevolkingsontwikkeling

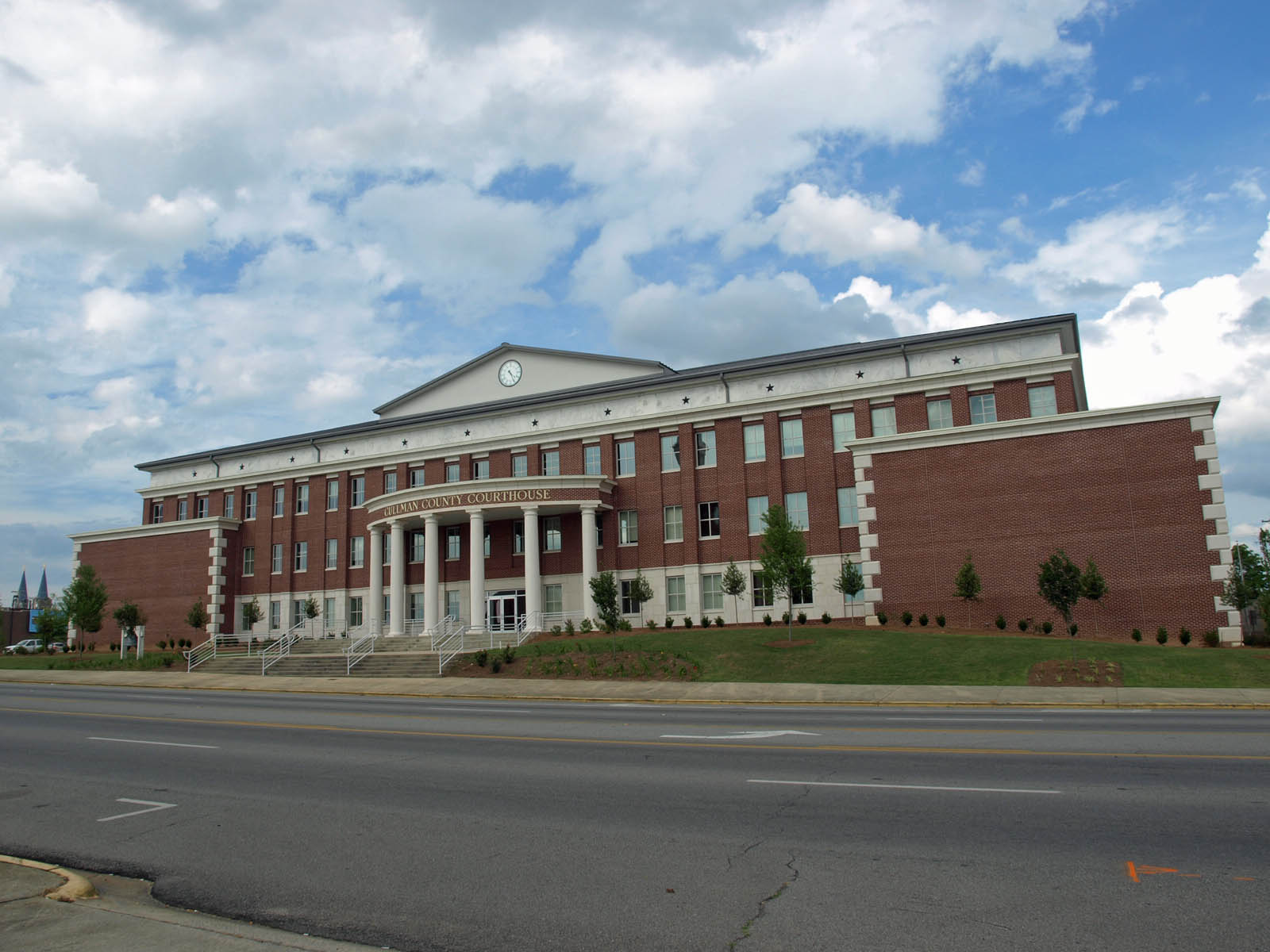
Cullman County Courthouse